# MG-456
A MG-456 é uma rodovia brasileira do estado de Minas Gerais. Com 30 km de extensão, ela liga a BR-460 em Lambari à MG-458 no município de Heliodora, e é uma das principais rodovias do Circuito das Águas.